# 田端站
田端站（日语：／ Tabata eki */?）是位於日本東京都北區東田端一丁目，屬於東日本旅客鐵道（JR東日本）的鐵路車站。依據特定都區市內，本站屬於「東京都區內」與「東京山手線內」。京濱東北線的車站編號是JK 34，山手線是JY 09。此站是北區最南端車站以及最東端車站。也是新海誠的電影《天氣之子》其中一個取景拍攝地點（田端站南口）。

## 停站路線
旅客資訊上的本站路線名稱有京濱東北線與山手線。而在軌道名稱上，此站往駒込方向是山手線（此站為終點站）、上中里方向與西日暮里方向（旅客資訊的路線名稱為「京濱東北線」、「山手線」）是東北本線（此站的所屬線）（詳情參見路線條目與鐵道路線的名稱）。
本站的貨物線有東北本線貨物線（東北貨物線）、山手線貨物線（山手貨物線）、常磐線支線（田端貨物線）。東北本線貨物線王子方向與山手線貨物線有條不經此站站房的短絡線。湘南新宿線由於行駛該條短絡線，因此不停靠此站。

## 历史
- 1896年（明治29年）

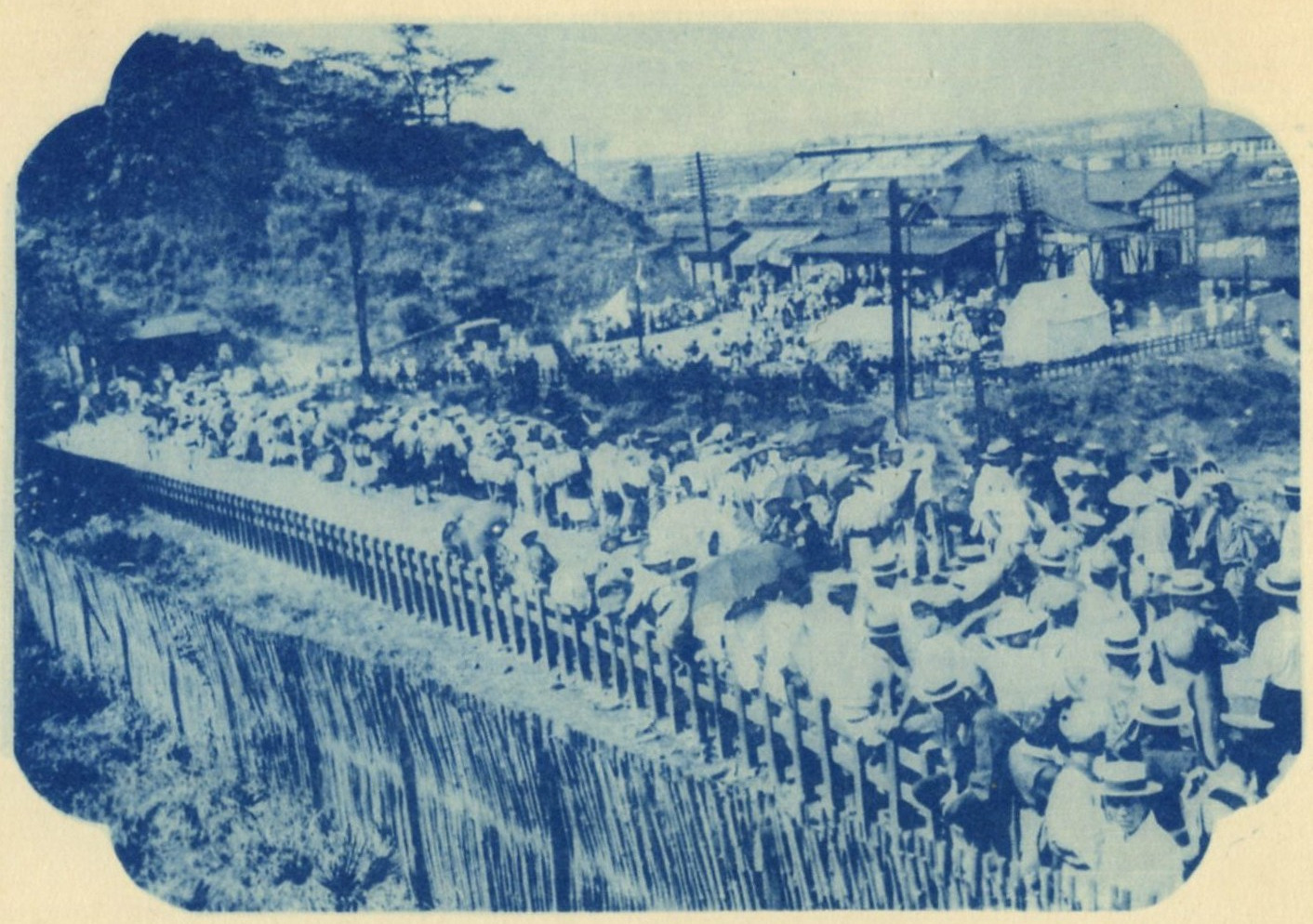
關東大震災時湧入田端站的避難人潮

  - 4月1日：日本鐵道車站開業。同時開始貨運業務。當時僅通車東北本線。
  - 12月25日：本站 - 土浦站間（之後的常磐線）開業。
- 1903年（明治36年）4月1日 - 山手線停靠
- 1905年（明治38年）4月1日：日暮里站 - 三河島站間開業。上野站方向 - 土浦站方向之間的列車不再經過本站，本站 - 三河島間成為貨物線。
- 1906年（明治39年）11月1日：日本鐵道國有化，本站成為國有鐵道車站。
- 1909年（明治42年）10月12日：制定線路名稱，本站屬東北本線。
- 1917年（大正6年）：日本首座設置駝峰的貨物操車場[3]。
- 1961年（昭和36年）2月17日：貨運業務與操車場業務分離，田端操站（現在的田端信號場站）開業。
- 1987年（昭和62年）4月1日：國鐵分割民營化，由JR東日本繼承
- 2001年（平成13年）11月18日：IC卡「Suica」啟用。
- 2005年（平成17年）夏：改建工程完工
- 2006年（平成18年）11月12日：北口改建，臨時站房啟用。
- 2008年（平成20年）
  - 3月23日：啟用新北口剪票口與兩座電梯。付費區兩間商店開幕。
  - 5月17日：啟用一座電扶梯。
  - 7月1日：電扶梯全面啟用。
  - 7月30日：車站大樓「atré vie田端」開幕。
- 2014年（平成26年）11月16日：綠色窗口結束營業。
- 2019年（令和元年）南口作為動畫天氣之子取景地點之一。

## 車站構造

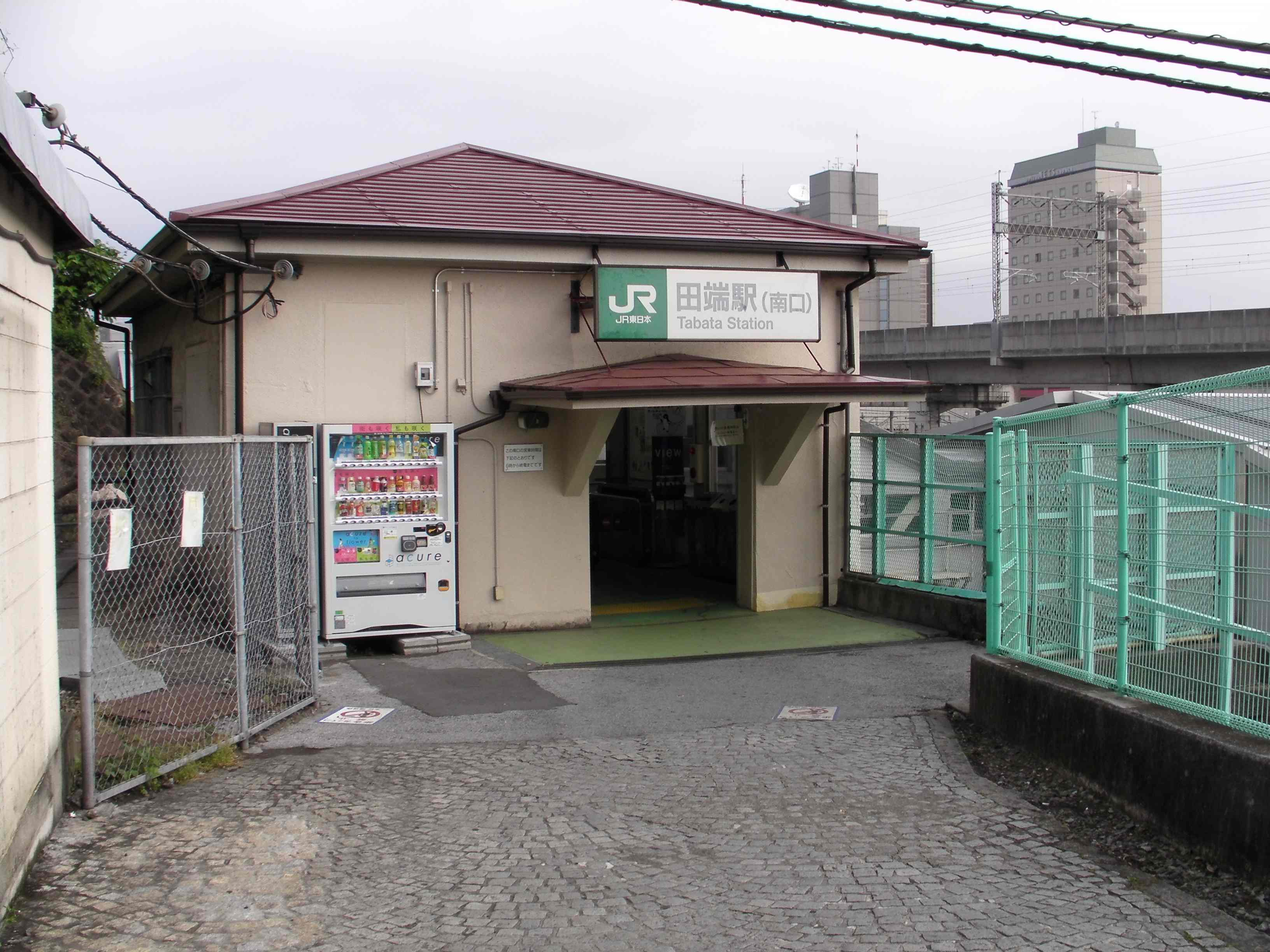
南口規模較小（2010年6月5日）

島式月台2面4線構造的地面車站，月台使用古老軌條作為支柱。
旅客線月台東側可見田端信號場站線路與東北新幹線高架。
檢票口分為北口與南口兩處。設有自動驗票閘門、指定席售票機。
北口為跨站式站房。2008年7月30日，人工地盤上的地上3層車站大樓「atré vie田端」開幕。atré vie田端利用周邊沒有大型商店與繁華街的特色，將客群鎖定在乘客，招引成城石井與TSUTAYA等商店入駐。
南口與北口相比，規模明顯較小。站房有跨線橋通往月台，然而整體來看空間狹小。平時無站員駐守，乘客有需求可透過通話機與站員通話。
山手線與京濱東北線的田町站至本站區間，是同方向電車使用同一島式月台的方向別複複線配置。車站的西日暮里側有山手線與京濱東北線的橫渡線，在工程期間或特殊情況無法使用內側線及外側線時，山手線、京濱東北線電車可利用橫渡線集中到可通行的線路上。

### 月台配置
| 月台 | 路線       | 方向 | 目的地                     |
| ---- | ---------- | ---- | -------------------------- |
| 1    | 京濱東北線 | 北行 | 赤羽、浦和、大宮方向       |
| 2    | 山手線     | 內環 | 池袋、新宿、澀谷方向       |
| 3    | 山手線     | 外環 | 上野、東京、品川方向       |
| 4    | 京濱東北線 | 南行 | 上野、東京、品川、橫濱方向 |

（來源：JR東日本:車站構內圖 （页面存档备份，存于））

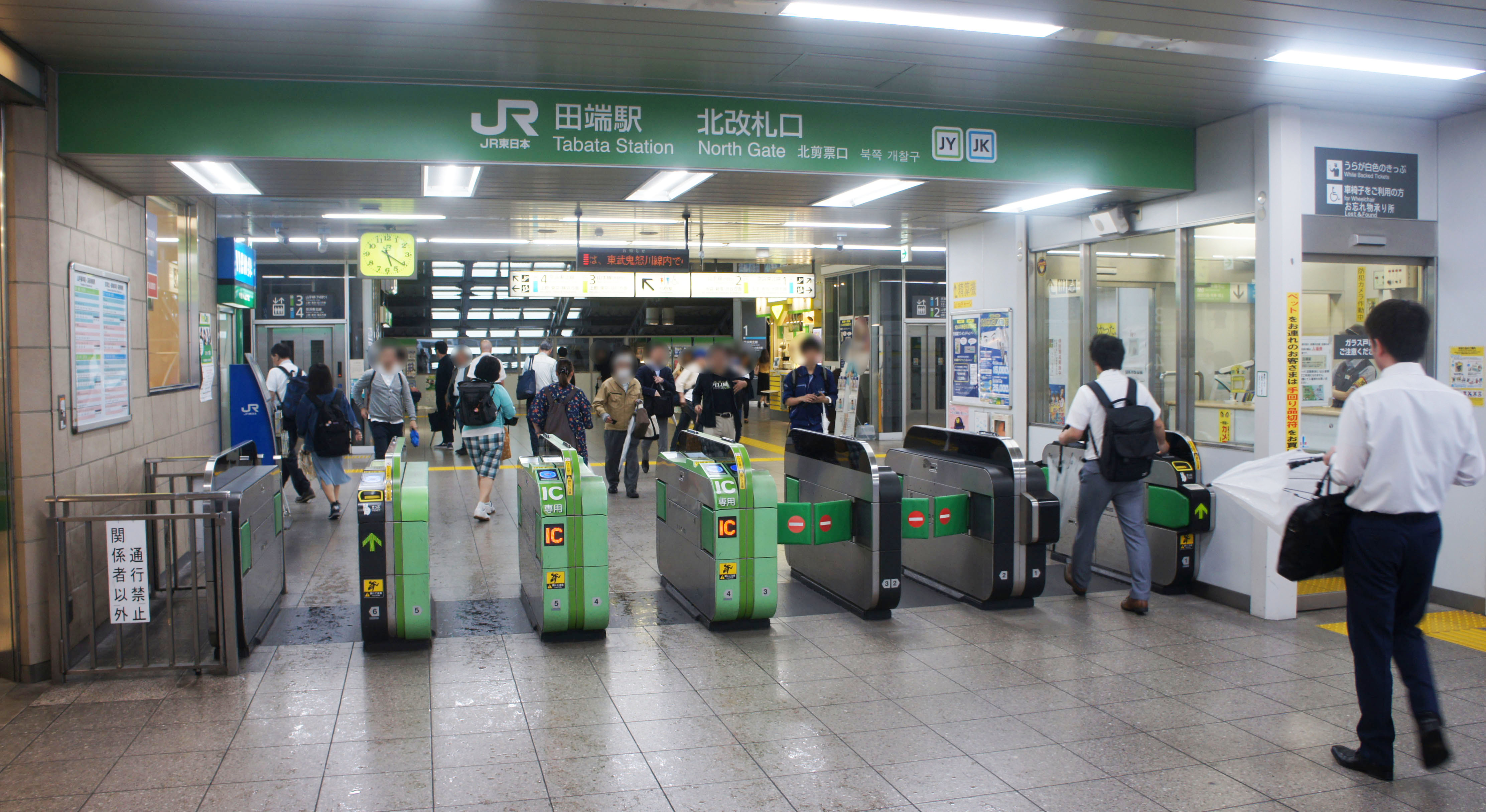
北口閘口（2019年6月）
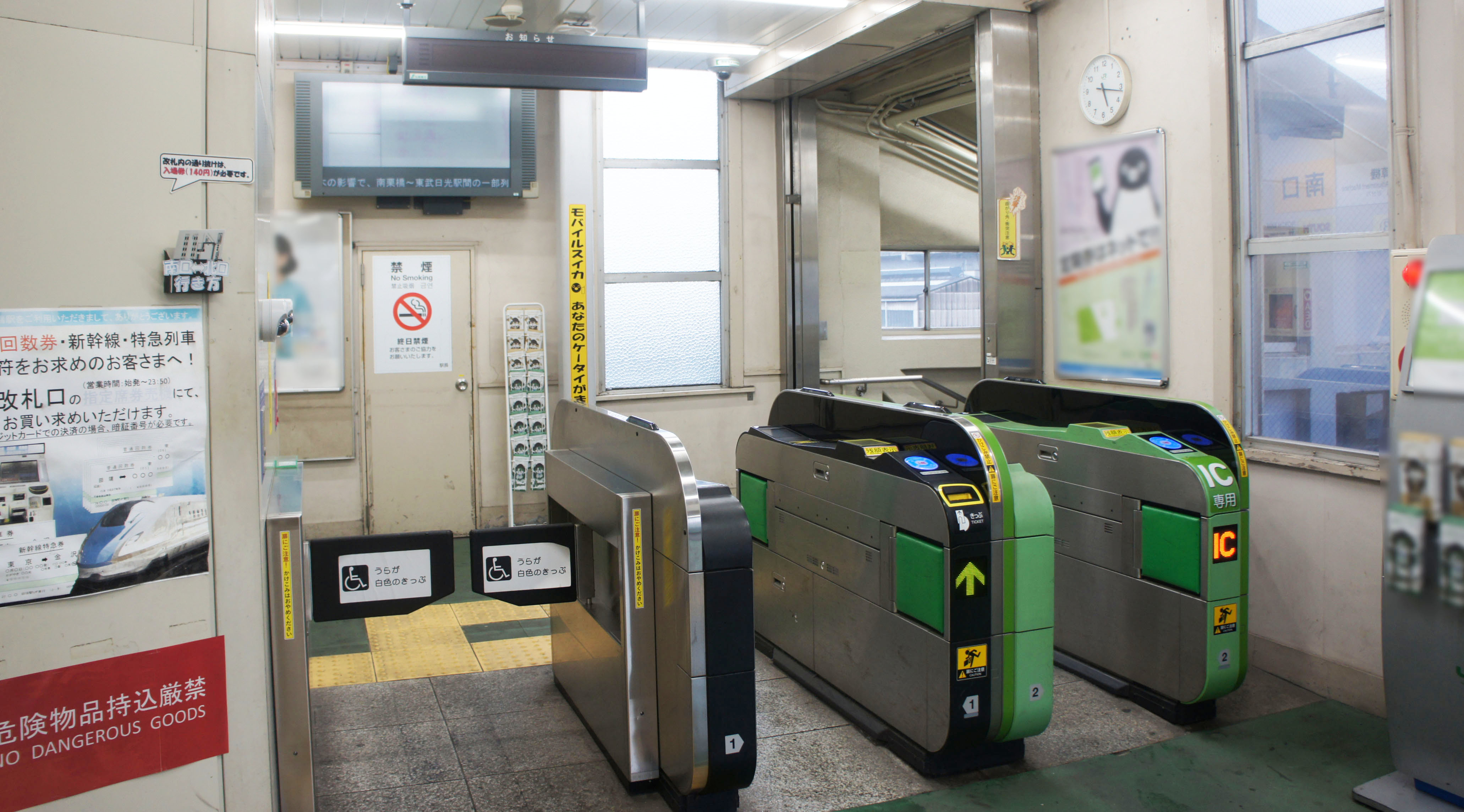
南口閘口（2019年6月）
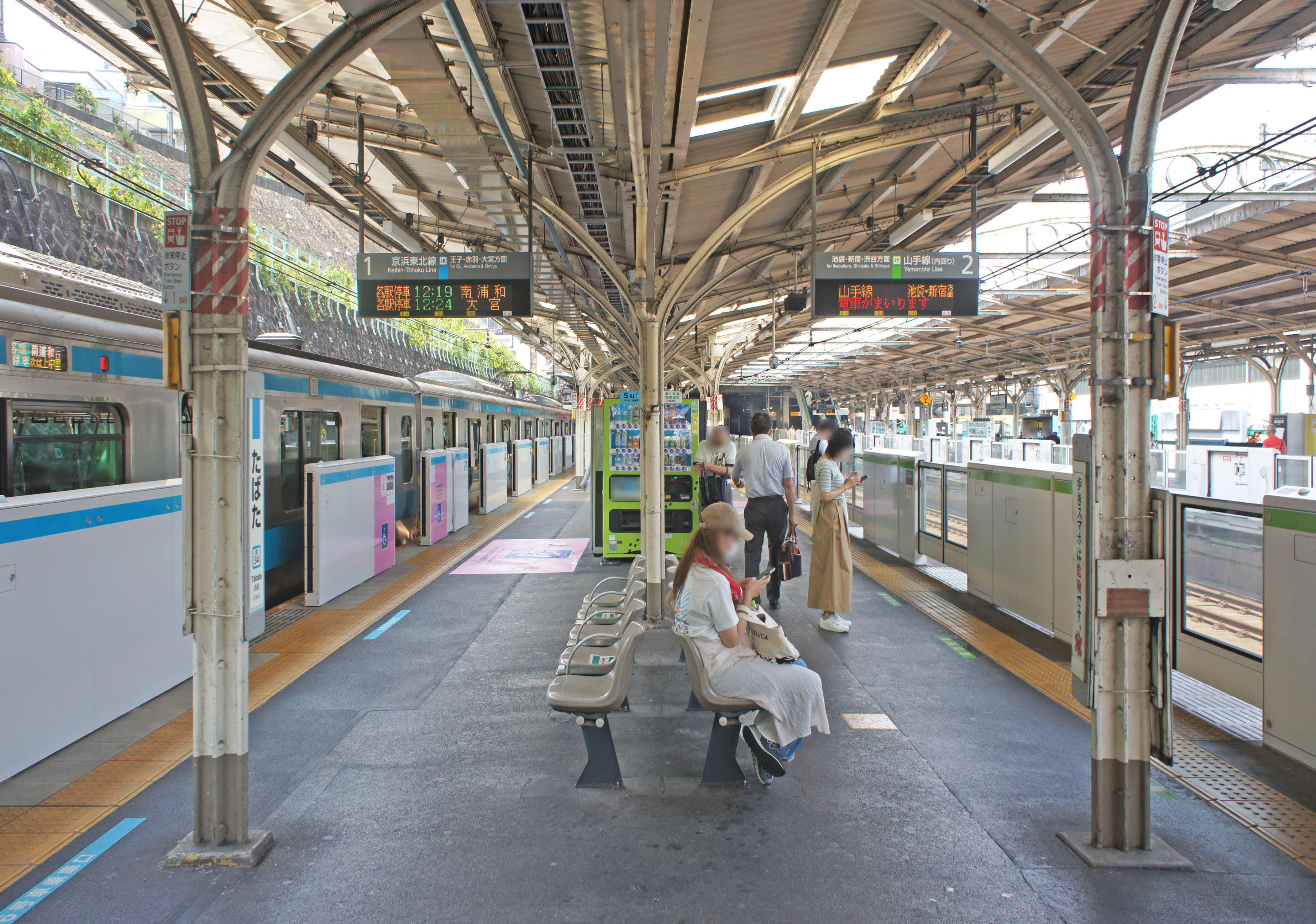
1、2號月台（2022年7月）
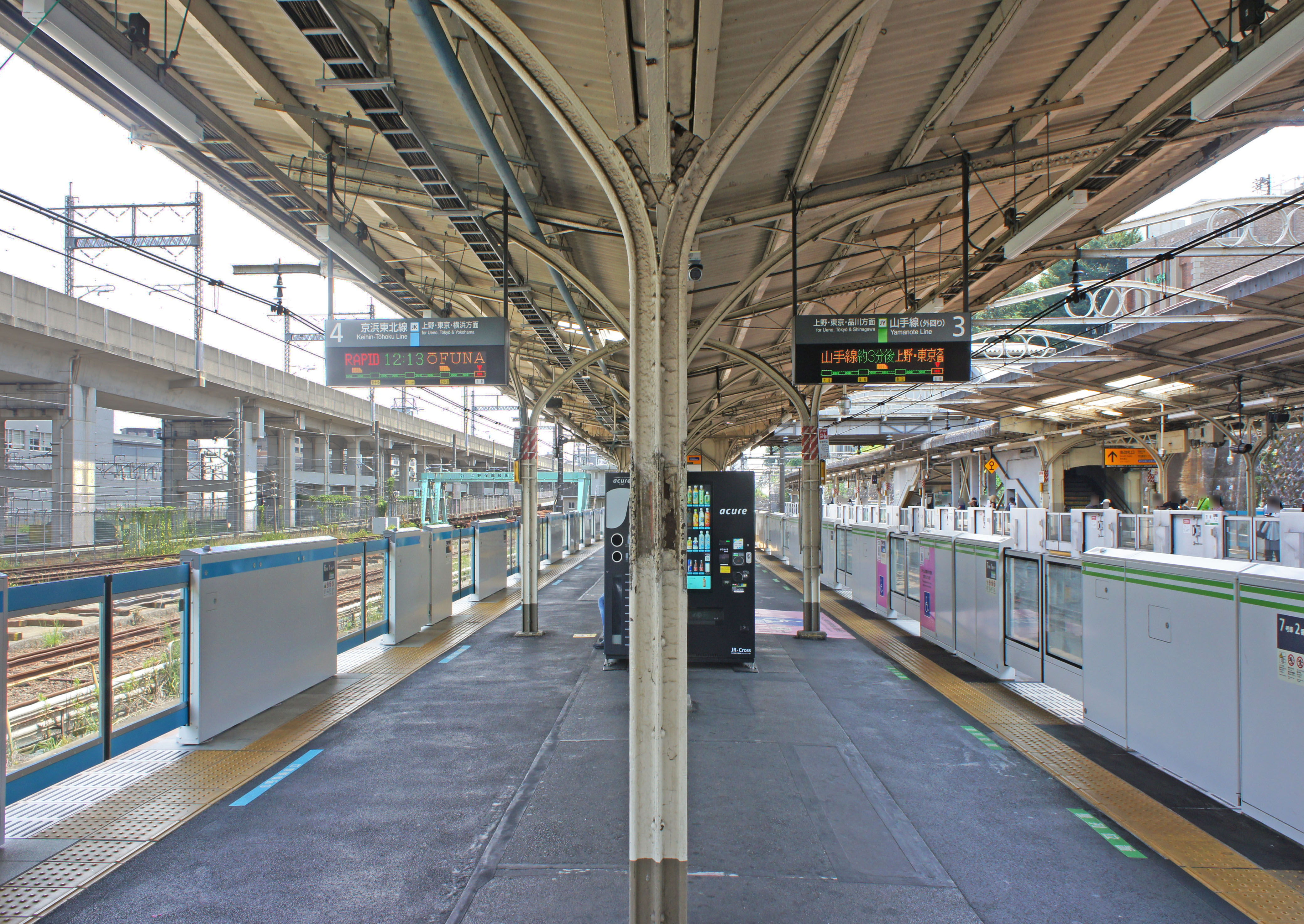
3、4號月台（2022年7月）

2017年3月時，4號線月台在凌晨4點27分有本站始發往大船的班次，在日本是僅次於4點19分櫻木町始發往大宮的第二早發定期列車。

### 發車音樂
| 1 | 已導入 |
| 2 | 已導入 |
| 3 | 已導入 |
| 4 | 已導入 |

### 無障礙設施
- 電梯
- 電扶梯
  - 都設於北口與月台。

## 利用狀況
2019年度1日平均上車人次為47,008人。該公司當中次於新大久保站排行第100位。山手線車站當中僅多於鶯谷站、目白站。但若加上京濱東北線、山手線之間的轉乘人次的話「使用者」人數有約8萬3000人。
近年的推移如下表。
| 年度               | 1日平均 上車人次 | 來源     |
| ------------------ | ---------------- | -------- |
| 1990年（平成02年） | 34,871           | [ * 1 ]  |
| 1991年（平成03年） | 36,079           | [ * 2 ]  |
| 1992年（平成04年） | 37,356           | [ * 3 ]  |
| 1993年（平成05年） | 37,940           | [ * 4 ]  |
| 1994年（平成06年） | 38,452           | [ * 5 ]  |
| 1995年（平成07年） | 38,730           | [ * 6 ]  |
| 1996年（平成08年） | 38,893           | [ * 7 ]  |
| 1997年（平成09年） | 38,456           | [ * 8 ]  |
| 1998年（平成10年） | 38,499           | [ * 9 ]  |
| 1999年（平成11年） | 38,046           | [ * 10 ] |
| 2000年（平成12年） | 36,555           | [ * 11 ] |
| 2001年（平成13年） | 37,689           | [ * 12 ] |
| 2002年（平成14年） | 39,741           | [ * 13 ] |
| 2003年（平成15年） | 40,740           | [ * 14 ] |
| 2004年（平成16年） | 41,278           | [ * 15 ] |
| 2005年（平成17年） | 41,400           | [ * 16 ] |
| 2006年（平成18年） | 41,732           | [ * 17 ] |
| 2007年（平成19年） | 42,403           | [ * 18 ] |
| 2008年（平成20年） | 42,683           | [ * 19 ] |
| 2009年（平成21年） | 43,030           | [ * 20 ] |
| 2010年（平成22年） | 43,208           | [ * 21 ] |
| 2011年（平成23年） | 43,129           | [ * 22 ] |
| 2012年（平成24年） | 44,155           | [ * 23 ] |
| 2013年（平成25年） | 45,116           | [ * 24 ] |
| 2014年（平成26年） | 45,296           | [ * 25 ] |
| 2015年（平成27年） | 45,954           | [ * 26 ] |
| 2016年（平成28年） | 46,241           | [ * 27 ] |
| 2017年（平成29年） | 47,034           | [ * 28 ] |
| 2018年（平成30年） | 47,440           | [ * 29 ] |
| 2019年（令和元年） | 47,008           |          |

## 車站周邊
車站位於山手台地邊緣，北口前的都道458號線跨越在來線、貨物線連結台地上下。站前圓環亦設於北口。車站周邊沒有大型商店或繁華街。都道往東田端方向（東北方）的下坡，或是往動坂方向（西南方）的上坡有餐飲店與小型商店聚集，兩方距離車站約400公尺左右。
南口周邊為住宅區，地勢較車站高。車站無法直接前往東南側（東田端、田端新町方向）。

### 北口
- atré vie田端
- 田端接觸橋 - 與都道並行的行人專用跨線天橋
- 東日本旅客鐵道東京支社（日语：東日本旅客鉄道東京支社）
- JR東日本田端METS飯店（日语：JR東日本ホテルメッツ）
- 田端ASUKA TOWER
  - 田端文士村紀念館（日语：田端文士村記念館）
- 東京女子醫科大學東洋醫學研究所
  - 東洋醫學研究所診所
  - 針灸臨床設施
- 北區田端區民中心
  - 北區田端接觸館
  - 北區田端地域振興室
  - 北區立田端圖書館
- 北區東田端接觸館
- 北區東田端地域振興室
  - 北區役所瀧野川區民事務所東田端分室
  - 北區東田端兒童室
- 北區立東田端圖書館
- 北區清掃事務所瀧野川清掃廳舍
- 田端郵便局
- 東田端郵便局
- 北田端新町郵便局
- 田端站前通商店街
- 田端高台通商店街
- あみ印食品工業（日语：あみ印食品工業）本社
- 丸悅（日语：マルエツ）田端店（2004年3月18日開店[7]）
- 田端運轉所（日语：田端運転所）

### 南口
- 田端站前會館（葬儀場）

## 巴士路線
北口前的田端大橋上有田端站巴士站。以下路線由東京都交通局與日立自動車交通（巴士站名「JR田端站」）運行。
- 東43：經小台往荒川土手、往江北站、往豐島五丁目團地 / 往駒込醫院（構內）、經本鄉三丁目站、御茶之水站、大手町往東京站丸之內北口
- 端44：經赤土小學校校前、熊野前往北千住站 / 往駒込醫院（構內）
- 北區社區巴士（日语：北区コミュニティバス）（K Bus）：往JR駒込站

## 其他
常磐線的南千住站～三河島站～日暮里站軌道完成之前，田端站是常磐線起點。現在田端站～三河島站路線由貨物線使用。
在山手線車站中不算知名的大站、卻是山手、京濱東北兩線相互換乘用的重要車站。

## 相鄰車站
東日本旅客鐵道
 京濱東北線
■快速（此站起往上中里方向各站停車）
上野（JK 30）－田端（JK 34）－上中里（JK 35）
■各站停車
西日暮里（JK 33）－田端（JK 34）－上中里（JK 35）
 山手線
駒込（JY 10）－田端（JY 09）－西日暮里（JY 08）
常磐線貨物支線（田端貨物線）
三河島－田端

### 利用狀況
1. ↑  東京都統計年鑑 （页面存档备份，存于） - 東京都

JR東日本2000年度以後的上車人次
1. ↑  各駅の乗車人員（2000年度） （页面存档备份，存于） - JR東日本
2. ↑  各駅の乗車人員（2001年度） （页面存档备份，存于） - JR東日本
3. ↑  各駅の乗車人員（2002年度） （页面存档备份，存于） - JR東日本
4. ↑  各駅の乗車人員（2003年度） （页面存档备份，存于） - JR東日本
5. ↑  各駅の乗車人員（2004年度） （页面存档备份，存于） - JR東日本
6. ↑  各駅の乗車人員（2005年度） （页面存档备份，存于） - JR東日本
7. ↑  各駅の乗車人員（2006年度） （页面存档备份，存于） - JR東日本
8. ↑  各駅の乗車人員（2007年度） （页面存档备份，存于） - JR東日本
9. ↑  各駅の乗車人員（2008年度） （页面存档备份，存于） - JR東日本
10. ↑  各駅の乗車人員（2009年度） （页面存档备份，存于） - JR東日本
11. ↑  各駅の乗車人員（2010年度） （页面存档备份，存于） - JR東日本
12. ↑  各駅の乗車人員（2011年度） （页面存档备份，存于） - JR東日本
13. ↑  各駅の乗車人員（2012年度） （页面存档备份，存于） - JR東日本
14. ↑  各駅の乗車人員（2013年度） （页面存档备份，存于） - JR東日本
15. ↑  各駅の乗車人員（2014年度） （页面存档备份，存于） - JR東日本
16. ↑  各駅の乗車人員（2015年度） （页面存档备份，存于） - JR東日本
17. ↑  各駅の乗車人員（2016年度） （页面存档备份，存于） - JR東日本
18. ↑  各駅の乗車人員（2017年度） （页面存档备份，存于） - JR東日本
19. ↑  各駅の乗車人員（2018年度） （页面存档备份，存于） - JR東日本
20. ↑  各駅の乗車人員（2019年度） （页面存档备份，存于） - JR東日本

東京都統計年鑑
1. ↑  .   [2020-07-27]. （原始内容存档于2016-03-05）.
2. ↑  .   [2020-07-27]. （原始内容存档于2016-03-05）.
3. ↑  .   [2017-11-09]. （原始内容存档于2013-08-15）.
4. ↑  .   [2017-11-09]. （原始内容存档于2013-02-03）.
5. ↑  .   [2017-11-09]. （原始内容存档于2013-02-03）.
6. ↑  .   [2017-11-09]. （原始内容存档于2013-02-03）.
7. ↑  .   [2017-11-09]. （原始内容存档于2013-02-03）.
8. ↑  .   [2017-11-09]. （原始内容存档于2016-03-04）.
9. ↑  東京都統計年鑑（平成10年）PDF
10. ↑  東京都統計年鑑（平成11年）PDF
11. ↑  .   [2017-11-09]. （原始内容存档于2016-03-04）.
12. ↑  .   [2017-11-09]. （原始内容存档于2016-03-04）.
13. ↑  .   [2018-10-21]. （原始内容存档于2017-07-29）.
14. ↑  .   [2018-10-21]. （原始内容存档于2017-07-29）.
15. ↑  .   [2018-10-21]. （原始内容存档于2017-07-29）.
16. ↑  .   [2018-10-21]. （原始内容存档于2017-07-29）.
17. ↑  .   [2018-10-21]. （原始内容存档于2017-07-29）.
18. ↑  .   [2018-10-21]. （原始内容存档于2017-07-29）.
19. ↑  .   [2018-10-21]. （原始内容存档于2017-07-29）.
20. ↑  .   [2017-11-09]. （原始内容存档于2016-03-26）.
21. ↑  .   [2017-11-09]. （原始内容存档于2016-03-27）.
22. ↑  .   [2017-11-09]. （原始内容存档于2016-03-25）.
23. ↑  .   [2017-11-09]. （原始内容存档于2016-03-27）.
24. ↑  .   [2018-10-21]. （原始内容存档于2016-03-22）.
25. ↑  .   [2017-11-09]. （原始内容存档于2017-07-30）.
26. ↑  .   [2017-11-09]. （原始内容存档于2018-11-09）.
27. ↑  .   [2018-10-21]. （原始内容存档于2019-05-02）.
28. ↑  .   [2020-07-27]. （原始内容存档于2019-12-03）.
29. ↑  .   [2020-07-27]. （原始内容存档于2020-08-04）.

## 延伸閱讀
- 日本国有鉄道. . 交通協力会. 1972-10-14.（復刻版：. 成山堂書店. 2005年10月）. ISBN 978-4425301638. ）

## 外部連結
- 車站資訊（田端）：東日本旅客鐵道